# Koundian (Guinée)
Koundian est une ville et une sous-préfecture de Guinée, rattachée à la préfecture de Mandiana et la région de Kankan. Elle est connue notamment d'abriter  de vastes terres cultivables. C'est le centre de Sackodougou, une très grande communauté historiques composés de gens portant le patronyme Sacko et beaucoup d'autres.  

## Population
En 2016, le nombre d'habitants est estimé à 34 601, à partir d'une extrapolation officielle du recensement de 2014 qui en avait dénombré 32 353.